# Sališki jezici
Sališki jezici (salishan languages), porodica indijanskih jezika kojima govore plemena Salishan Indijanaca na području SAD-a i Kanade. Suvremena kalsifikacija ih dijeli na nekoliko užih skupina, to su: 
a. bella coola [blc];
b. obalnosališki s podskupinama Halkomelem (1), halkomelem; Nooksack (1), nooksack; sjevernosališki: comox [coo], sechelt [sec]; Squamish (1), squamish; straits (2), clallam [clm], straits salish [str]; twana (5), lushootseed [lut], southern puget sound salish [slh], skagit [ska], snohomish [sno], twana [twa];
c. Interior Salish (8), a. sjeverni 3 jezika: lillooet [lil], shuswap [shs], thompson [thp]; b. južni (5), coeur d’alene [crd], columbia-wenatchi [col], kalispel-pend d’oreille [fla], okanagan [oka], Spokane [spo].
d. Tillamook (1), tillamook, [til].
e. Tsamosan (4),  a. unutrašnji: donjochehaliski, [cea], gornjochehaliski,  [cjh], cowlitz [cow]; Maritimski (1), quinault [qun].

## Vanjske poveznice
- Ethnologue (14th)
- Ethnologue (15th)